# Ignacia del Espíritu Santo
Ct. Ignacia del Espíritu Santo RVM (1. února 1663 Manila - 10. září 1748 Manila) byla filipínská řeholnice čínského původu, zakladatelka a první představená Kongregace zbožných sester Panny Marie, kterážto byla první kongregací přijímající adeptky filipínského původu. Papež Benedikt XVI. ji v roce 2007 prohlásil ctihodnou.